# جورجا میلر
جورجا میلر (انگلیسی: Jorja Miller؛ زادهٔ ۸ فوریهٔ ۲۰۰۴) بازیکن زن راگبی ۷ نفره اهل نیوزیلند است.
وی در مسابقات کشوری و بین‌المللی در مجموع برندهٔ ۱ مدال طلا، ۱ مدال نقره شده است.